# Fairburn (Dakota del Sud)
Fairburn è un comune degli Stati Uniti d'America, situato in Dakota del Sud, nella contea di Custer.